# ميلان داميانوفيتش
ميلان داميانوفيتش، من مواليد 15 أكتوبر 1943، لاعب كرة قدم يوغسلافي سابق.
لعب مع منتخب يوغسلافيا لكرة القدم.
توفي في 23 مايو 2006.

## وصلات خارجية
- ميلان داميانوفيتش على موقع قاعدة بيانات كرة القدم.إي يو (الإنجليزية)
- ميلان داميانوفيتش على موقع ناشيونال فوتبول تيمز (الإنجليزية)
- ميلان داميانوفيتش على موقع عالم كرة القدم.نت (الإنجليزية)